# Тімохов Сергій Вікторович
Тімохов Сергій Вікторович (нар. 9 травня 1972 р.) — український олімпійський яхтсмен, який брав участь у Літніх Олімпійських іграх 2000 року.
Призер Кубка Європи.
Після російської окупації Криму залишився в Севастополі, бере участь у змаганнях і конкурсах під егідою окупаційної влади